# Staré Hrady
Staré Hrady (en allemand : Altenburg) est une commune du district de Jičín, dans la région de Hradec Králové, en République tchèque. Sa population s'élevait à 188 habitants en 2022.

## Géographie
Staré Hrady se trouve à 2 km au nord de Libáň, à 12 km au sud-ouest de Jičín, à 48 km à l'ouest-nord-ouest de Hradec Králové et à 66 km au nord-est de Prague.
La commune est limitée par Sedliště au nord, par Bystřice à l'est, par Libáň au sud, et par Zelenecká Lhota à l'ouest.

## Histoire
La première mention écrite de la localité date de 1340.

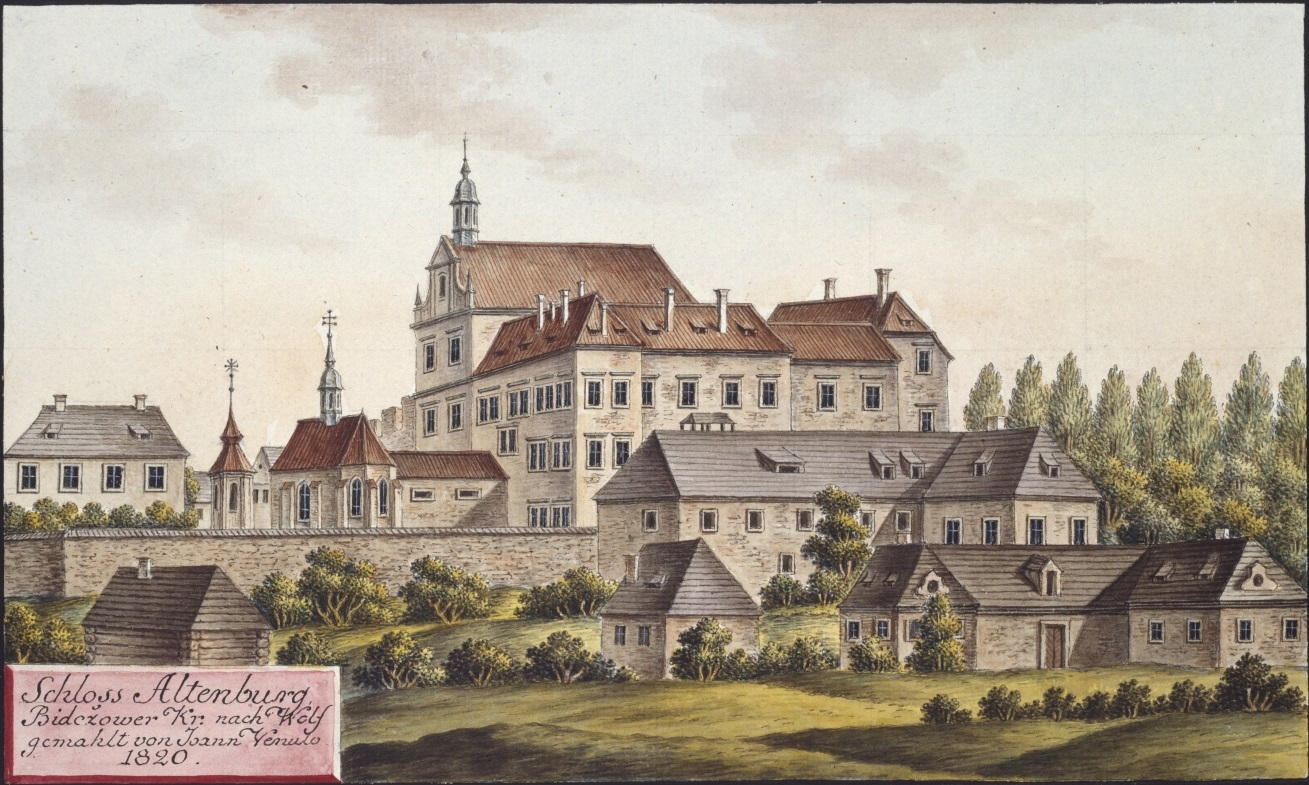
Château de Staré Hrady en 1820, par Joann Venuto.

## Galerie

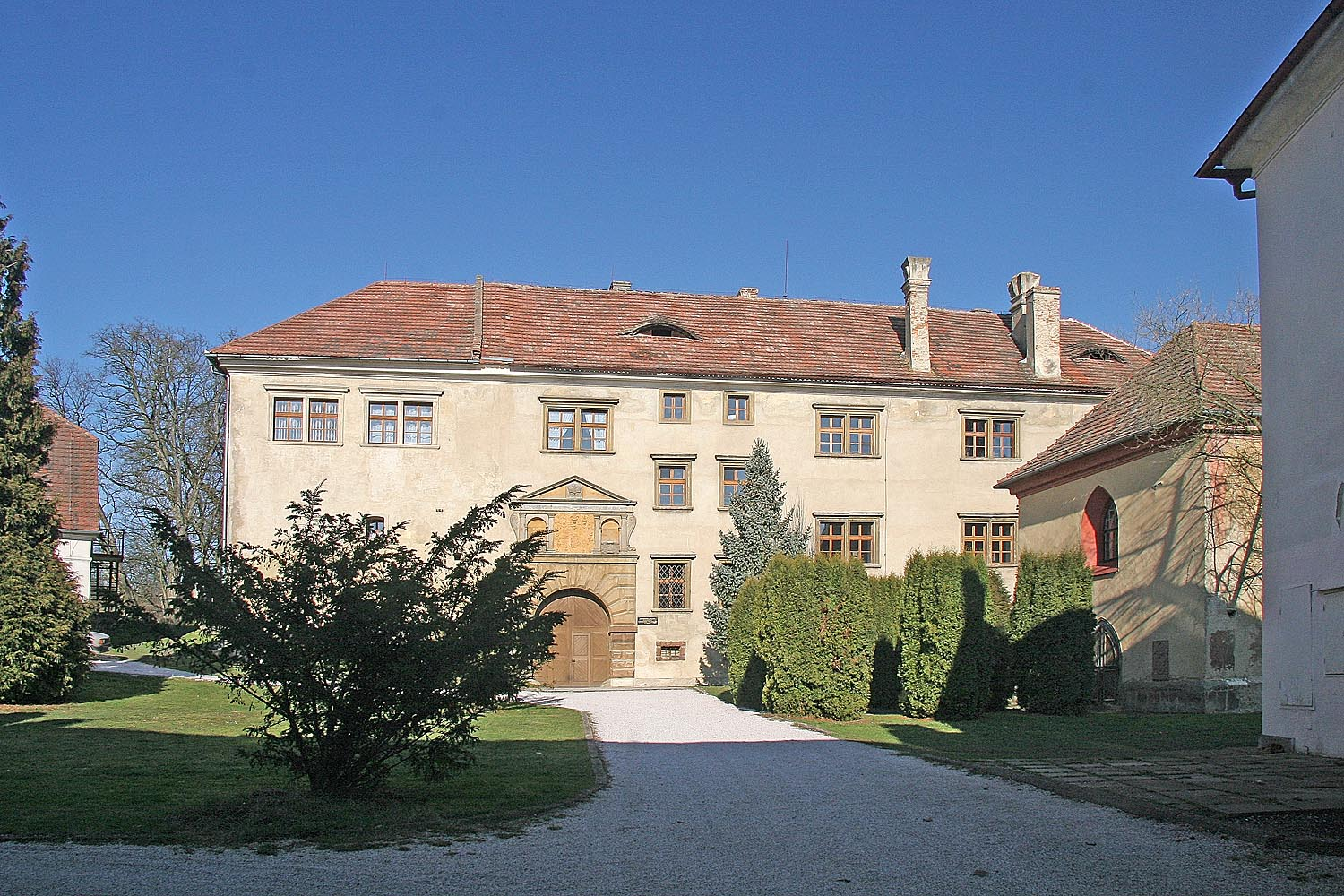
Château de Staré Hrady.
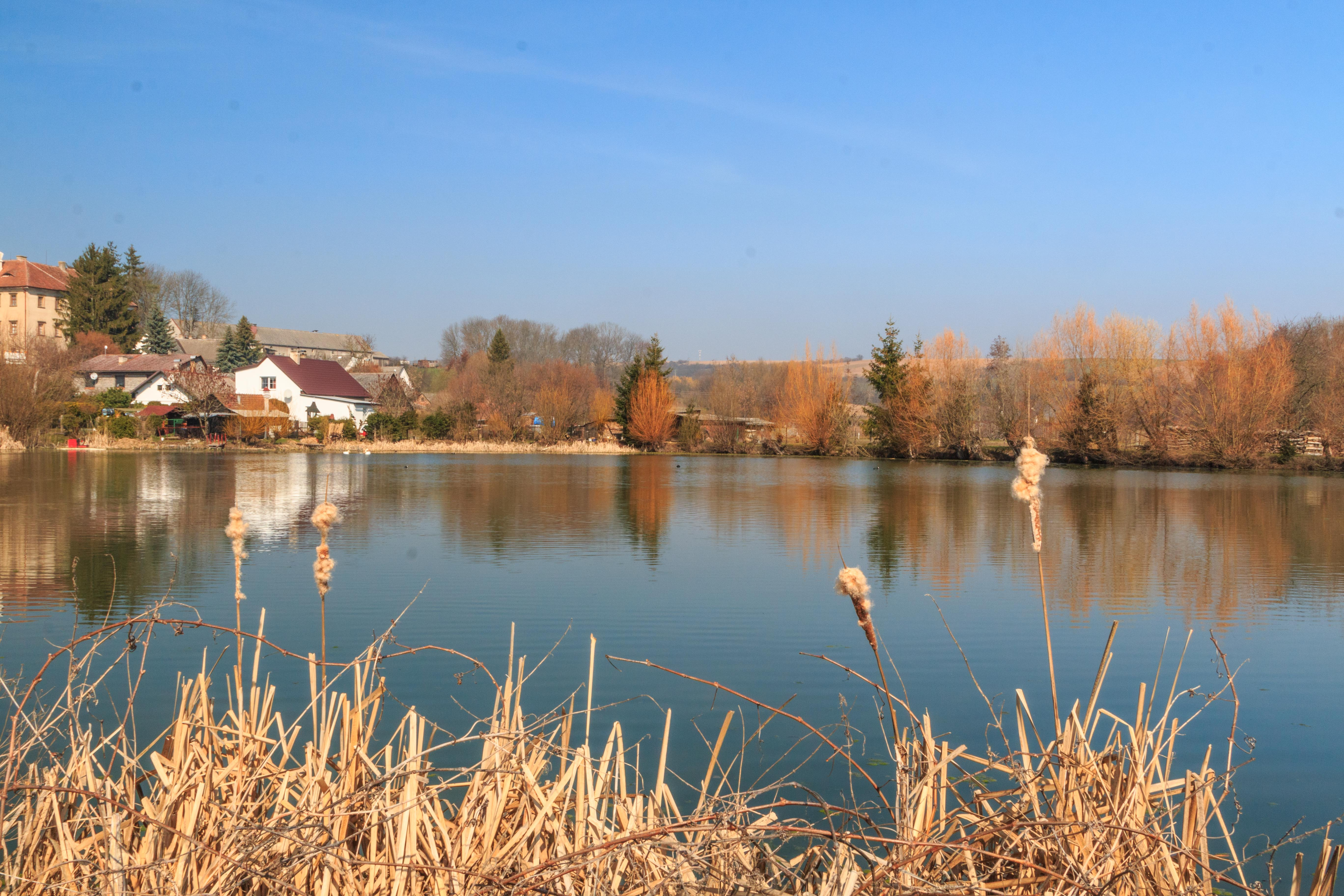
Étang à Staré Hrady.

## Transports
Par la route, Staré Hrady se trouve à 1,5 km de Libáň, à 15 km de Jičín, à 60 km de Hradec Králové et à 83 km de Prague. 